# Табарка (приток Улемы)
Табарка — река в России, протекает по Апастовскому району Татарстана, левый приток Улемы.
Длина реки составляет 23 км. Площадь водосборного бассейна — 82,9 км².

## Гидрография
Берёт исток в 2 км к югу от деревни Тюбяк-Черки. Устье находится в 5 км к востоку от пгт Апастово, в 10 км от устья Улемы. Высота устья — 63 м над уровнем моря. Имеет правый приток Анальпусь.

## Населённые пункты
Населённые пункты от истока к устью:
- деревня Тюбяк-Черки
- деревни Табар-Черки
- село Починок-Енаево
- пгт Апастово

## Данные водного реестра
По данным государственного водного реестра России относится к Верхневолжскому бассейновому округу, водохозяйственный участок реки — Свияга от села Альшеево и до устья, речной подбассейн реки — Волга от впадения Оки до Куйбышевского водохранилища (без бассейна Суры). Речной бассейн реки — (Верхняя) Волга до Куйбышевского водохранилища (без бассейна Оки).
Код объекта в государственном водном реестре — 08010400612112100002768.